# Ascendance of a Bookworm
Ascendance of a Bookworm: I'll do anything to become a librarian! (jap. 本好きの下剋上 ～司書になるためには手段を選んでいられません～ Honzuki no gekokujō: Shisho ni naru tame niwa shudan o erandeiraremasen) – japońska seria light novel napisana przez Miyę Kazuki i ilustrowana przez Yū Shiinę. Seria była pierwotnie publikowana w serwisie Shōsetsuka ni narō w latach 2013–2017. Prawa do publikacji wykupiło wydawnictwo TO Books.
Na podstawie serii powstają adaptacje w formie mangi, której ilustracje wykonuje Suzuka i Ryo Namino, a także anime i OVA, wyprodukowane przez Ajia-do Animation Works.
W Polsce anime i OVA jest udostępnione z angielskimi napisami przez Crunchyroll.

## Fabuła
Motosu Urano, wielka miłośniczka książek i przyszła bibliotekarka umiera ginąc przygnieciona regałem z książkami. Umierając wyraża pragnienie by odrodzić się w świecie, w którym mogłaby zawsze czytać książki. Urano następnie budzi się w ciele Myne – bardzo słabowitej pięcioletniej dziewczynki – w świecie, w którym książki dostępne są jedynie najbardziej zamożnym z najwyższych sfer. Dzięki wspomnieniom i wiedzy z poprzedniego życia podejmuje wysiłki by stworzyć nowe książki i móc znów czytać.

## Bohaterowie
- Myne (jap. マイン Main) / Urano Motosu (jap. 本須 麗乃 Motosu Urano)

Seiyū: Yuka Iguchi 
- Ferdinand (jap. フェルディナンド Ferudinando), Wysoki Kapłan miasta Ehrenfest, przełożony Myne.

Seiyū: Show Hayami 
- Tuuli (jap. トゥーリ Tūri), starsza o rok siostra Myne, ucząca się na krawcową.

Seiyū: Megumi Nakajima 
- Effa (jap. エーファ Ēfa), matka Myne i Tuuli, krawcowa.

Seiyū: Fumiko Orikasa 
- Gunther (jap. ギュンター Gyuntā), ojciec Myne i Tuuli, żołnierz i strażnik Ehrenfestu.

Seiyū: Tsuyoshi Koyama 
- Lutz (jap. ルッツ Rutsu), przyjaciel Myne, pomagający jej realizować marzenia związane z książkami.

Seiyū: Mutsumi Tamura 
- Otto (jap. オットー Ottō), były kupiec, obecnie strażnik; uczy Urano czytania i pisania językiem ich świata.

Seiyū: Satoshi Hino 
- Benno (jap. ベンノ), kupiec miejski, który bierze pod swoje skrzydła Myne i Lutza, gdy zdaje sobie sprawę z ich potencjału.

Seiyū: Takehito Koyasu 
- Mark (jap. マルク Maruku), podwładny Benno.

Seiyū: Tomoaki Maeno 
- Gustav (jap. グスタフ Gusutafu), przewodniczący Gildii Kupców.

Seiyū: Hiroshi Naka 
- Freida (jap. フリーダ Furīda), wnuczka Gustava; cierpi na chorobę zwaną "pożeranie", podobnie jak Myne.

Seiyū: Aya Uchida 
- Gil (jap. ギル Giru), porywczy młody chłopak, oddany Myne jako jej służący.

Seiyū: Yūko Sanpei 
- Fran (jap. フラン Furan), służący Myne, oddelegowany do niej przez Wysokiego Kapłana; oddany sprawie i posiadający dużą wiedzę.

Seiyū: Shō Karino 
- Delia (jap. デリア Deria), służąca Myne, pierwotnie oddana jej po to by irytować Myne i szpiegować ją dla Najwyższego Biskupa świątyni.

Seiyū: Chiyo Tomaru 

## Light novele
Pierwotnie Miya Kazuki publikowała kolejne rozdziały za pośrednictwem strony internetowej Shōsetsuka ni narō od 23 września 2013 roku do 12 marca 2017 roku. Prawa do wydawania zakupiło później wydawnictwo TO Books, które publikuje kolejne tomy od 2015 roku pod imprintem TO Bunko z ilustracjami Yū Shiiny.
| Nr | Tytuł                                                      | Data wydania     | ISBN                   |
| -- | ---------------------------------------------------------- | ---------------- | ---------------------- |
| 1  | Heishi no musume 1 (jap. 兵士の娘1)                        | 25 stycznia 2015 | ISBN 978-4-86472-342-8 |
| 2  | Heishi no musume 2 (jap. 兵士の娘2)                        | 25 lutego 2015   | ISBN 978-4-86472-347-3 |
| 3  | Heishi no musume 3 (jap. 兵士の娘3)                        | 25 czerwca 2015  | ISBN 978-4-86472-397-8 |
| 4  | Shinden no miko minarai 1 (jap. 神殿の巫女見習い1)         | 25 września 2015 | ISBN 978-4-86472-424-1 |
| 5  | Shinden no miko minarai 2 (jap. 神殿の巫女見習い2)         | 25 grudnia 2015  | ISBN 978-4-86472-447-0 |
| 6  | Shinden no miko minarai 3 (jap. 神殿の巫女見習い3)         | 25 marca 2016    | ISBN 978-4-86472-473-9 |
| 7  | Shinden no miko minarai 4 (jap. 神殿の巫女見習い4)         | 10 czerwca 2016  | ISBN 978-4-86472-492-0 |
| 8  | Ryōshu no yōjo 1 (jap. 領主の養女I)                        | 10 września 2016 | ISBN 978-4-86472-521-7 |
| 9  | Ryōshu no yōjo 2 (jap. 領主の養女II)                       | 10 grudnia 2016  | ISBN 978-4-86472-540-8 |
| 10 | Ryōshu no yōjo 3 (jap. 領主の養女III)                      | 10 marca 2017    | ISBN 978-4-86472-562-0 |
| 11 | Ryōshu no yōjo 4 (jap. 領主の養女IV)                       | 10 czerwca 2017  | ISBN 978-4-86472-586-6 |
| 12 | Ryōshu no yōjo 5 (jap. 領主の養女V)                        | 9 września 2017  | ISBN 978-4-86472-600-9 |
| 13 | Kizokuin no jishō tosho iin 1 (jap. 貴族院の自称図書委員1) | 9 grudnia 2017   | ISBN 978-4-86472-634-4 |
| 14 | Kizokuin no jishō tosho iin 2 (jap. 貴族院の自称図書委員2) | 10 marca 2018    | ISBN 978-4-86472-669-6 |
| 15 | Kizokuin no jishō tosho iin 3 (jap. 貴族院の自称図書委員3) | 9 czerwca 2018   | ISBN 978-4-86472-686-3 |
| 16 | Kizokuin no jishō tosho iin 4 (jap. 貴族院の自称図書委員4) | 10 września 2018 | ISBN 978-4-86472-724-2 |
| 17 | Kizokuin no jishō tosho iin 5 (jap. 貴族院の自称図書委員5) | 10 grudnia 2018  | ISBN 978-4-86472-764-8 |
| 18 | Kizokuin no jishō tosho iin 6 (jap. 貴族院の自称図書委員6) | 9 marca 2019     | ISBN 978-4-86472-788-4 |
| 19 | Kizokuin no jishō tosho iin 7 (jap. 貴族院の自称図書委員7) | 10 czerwca 2019  | ISBN 978-4-86472-814-0 |
| 20 | Kizokuin no jishō tosho iin 8 (jap. 貴族院の自称図書委員8) | 10 września 2019 | ISBN 978-4-86472-828-7 |
| 21 | Kizokuin no jishō tosho iin 9 (jap. 貴族院の自称図書委員9) | 10 grudnia 2019  | ISBN 978-4-86472-855-3 |
| 22 | Megami no keshin 1 (jap. 女神の化身1)                      | 10 marca 2020    | ISBN 978-4-86472-923-9 |
| 23 | Megami no keshin 2 (jap. 女神の化身2)                      | 10 czerwca 2020  | ISBN 978-4-86699-001-9 |
| 24 | Megami no keshin 3 (jap. 女神の化身3)                      | 10 września 2020 | ISBN 978-4-86699-038-5 |
| 25 | Megami no keshin 4 (jap. 女神の化身4)                      | 10 grudnia 2020  | ISBN 978-4-86699-089-7 |
| 26 | Megami no keshin 5 (jap. 女神の化身5)                      | 10 kwietnia 2021 | ISBN 978-4-86699-133-7 |
| 27 | Megami no keshin 6 (jap. 女神の化身6)                      | 10 sierpnia 2021 | ISBN 978-4-86699-241-9 |
| 28 | Megami no keshin 7 (jap. 女神の化身7)                      | 10 grudnia 2021  | ISBN 978-4-86699-380-5 |
| 29 | Megami no keshin 8 (jap. 女神の化身8)                      | 9 czerwca 2022   | ISBN 978-4-86699-413-0 |
| 30 | Megami no keshin 9 (jap. 女神の化身9)                      | 10 sierpnia 2022 | ISBN 978-4-86699-520-5 |

## Manga
Część pierwsza
Pierwsza seria mangi, zatytułowana Honzuki no gekokujō: Shisho ni naru tame niwa shudan o erandeiraremasen daiichibu "Hon ga nainara tsukureba ii!" (jap. 本好きの下剋上～司書になるためには手段を選んでいられません～第一部 「本がないなら作ればいい!」), również została wydana przez TO Books. Ilustracje wykonała Suzuka.
| Nr | Data wydania (język japoński) | ISBN (język japoński)  |
| -- | ----------------------------- | ---------------------- |
| 1  | 10 lipca 2016                 | ISBN 978-4-86472-495-1 |
| 2  | 10 lipca 2016                 | ISBN 978-4-86472-499-9 |
| 3  | 10 listopada 2016             | ISBN 978-4-86472-533-0 |
| 4  | 24 lutego 2017                | ISBN 978-4-86472-554-5 |
| 5  | 1 sierpnia 2017               | ISBN 978-4-86472-602-3 |
| 6  | 24 lutego 2018                | ISBN 978-4-86472-664-1 |
| 7  | 1 sierpnia 2018               | ISBN 978-4-86472-720-4 |

Część druga
Druga seria mangi, zatytułowana Honzuki no gekokujō: Shisho ni naru tame niwa shudan o erandeiraremasen dainibu "Hon no tamenara miko ni naru!" (jap. 本好きの下剋上～司書になるためには手段を選んでいられません～ 第二部 「本のためなら巫女になる！」), również została wydana przez TO Books. Ilustracje wykonała Suzuka.
| Nr | Data wydania (język japoński) | ISBN (język japoński)  |
| -- | ----------------------------- | ---------------------- |
| 1  | 25 kwietnia 2019              | ISBN 978-4-86472-801-0 |
| 2  | 5 października 2019           | ISBN 978-4-86472-853-9 |
| 3  | 1 kwietnia 2020               | ISBN 978-4-86472-941-3 |

Część trzecia
Wydana także została trzecia seria mangi, zatytułowana Honzuki no gekokujō: Shisho ni naru tame niwa shudan o erandeiraremasen daisanbu "Ryōchi ni hon o hirogeyou!" (jap. 本好きの下剋上～司書になるためには手段を選んでいられません～第三部 「領地に本を広げよう！」), również wydawana jest przez TO Books. Ilustracje wykonuje Ryo Namino.
| Nr | Data wydania (język japoński) | ISBN (język japoński)  |
| -- | ----------------------------- | ---------------------- |
| 1  | 1 lutego 2019                 | ISBN 978-4-86472-784-6 |
| 2  | 14 grudnia 2019               | ISBN 978-4-86472-881-2 |
| 3  | 15 czerwca 2020               | ISBN 978-4-86699-003-3 |
| 4  | 15 maja 2021                  | ISBN 978-4866992204    |
| 5  | ‎ 15 marca 2022                | ISBN 978-4866994154    |

## Anime
7 marca 2019 roku ogłoszono powstawanie adaptacji serii w formie anime. Produkcją zajęło się studio Ajia-do Animation Works; reżyserem serii jest Mitsuru Hongo, któremu asystuje Yoshiki Kawasaki, za scenariusze odpowiada Mariko Kunisawa, a projekty postaci przygotowali Yoshiaki Yanagida i Toshihisa Kaiya. Seria składa się z 14 odcinków, które miały swoją premierę od 3 października 2019 do 26 grudnia 2019 na kanale Wowow; odcinki zostały później wyemitowane także na kanałach Tokyo MX i BS Fuji.
Obie serie oraz odcinki OVA są dostępne z angielskimi napisami za pośrednictwem Crunchyroll, także w Polsce.
| N/o | Tytuł odcinka                                                                                        | Premiera (Wowow)     |
| --- | --- | -------------------- |
| 1   | A World Without Books Hon no nai sekai (本のない世界)                                                | 3 października 2019  |
| 2   | Life Improvements and Slates Seikatsu kaizen to sekiban (生活改善と石板)                             | 10 października 2019 |
| 3   | The Events of Winter Fuyu no dekigoto (冬のできごと)                                                 | 17 października 2019 |
| 4   | Forests and Clay Tablets Hajimete no mori to nendo ban (初めての森と粘土板)                          | 24 października 2019 |
| 5   | Baptisms and Strange Fevers Senreishiki to fushigina netsu (洗礼式と不思議な熱)                      | 31 października 2019 |
| 6   | Meeting Kaigo (会合)                                                                                 | 7 listopada 2019     |
| 7   | Seeds of Suspicion Fushin-kan no mebae (不信感の芽生え)                                              | 14 listopada 2019    |
| 8   | Lutz's Myne Ruttsu no Main (ルッツのマイン)                                                          | 21 listopada 2019    |
| 9   | The Guild Master's Granddaughter Girudo-chō no Magomusume (ギルド長の孫娘)                           | 28 listopada 2019    |
| 10  | To the Second Winter Futatabime no Fuyu ni Mukete (二度目の冬に向けて)                               | 5 grudnia 2019       |
| 11  | Life-or-Death Choices and Family Meetings Kyūkyoku no Sentaku to Kazoku Kaigi (究極の選択と家族会議) | 12 grudnia 2019      |
| 12  | Baptism and Divine Paradises Senrei shiki to Kami no Rakuen (洗礼式と神の楽園)                       | 19 grudnia 2019      |
| 13  | The Choice to be an Apprentice Priestess Miko Minarai to Iu Sentakushi (巫女見習いという選択肢)      | 26 grudnia 2019      |
| 14  | Conclusions Ketchaku (決着)                                                                          | 26 grudnia 2019      |

### OVA
9 marca 2020 roku wydane zostały dwa odcinki OVA z numerem 14,5 za pośrednictwem Crunchyroll. W sprzedaży odcinki były dostępne od 10 marca 2020, dołączone do 1. tomu piątej części light novel (tomu Megami no keshin 1 (jap. 女神の化身1)).
| N/o           | Tytuł odcinka | Premiera     |
| ------------- | --- | ------------ |
| 14.5 (Part 1) | Side Story One: Eustachius's Incognito Operation Downtown Yusutokusu no shitamachi sen'nyū dai sakusen (ユストクスの下町潜入大作戦) | 9 marca 2020 |
| 14.5 (Part 2) | Side Story Two: Visiting Missus Corinna Korin'na-sama no otaku hōmon (コリンナ様のお宅訪問)                                         | 9 marca 2020 |

### Seria druga
5 lutego 2020 roku oficjalna strona anime podała, że druga seria składa się z 12 odcinków, i będzie miała swoją premierę od 5 kwietnia 2020 na stacji ABC TV, a później emitowana jest także na kanałach AT-X, Tokyo MX, WOWOW, BS Fuji.
| N/o     | Tytuł odcinka                                                                        | Premiera (ABC TV) |
| ------- | ------------------------------------------------------------------------------------ | ----------------- |
| 15 (1)  | Apprentice Priestess Shinden no miko minarai (神殿の巫女見習い)                      | 5 kwietnia 2020   |
| 16 (2)  | Blue Robes and Uncommon Sense Aoi koromo to kotonaru jōshiki (青い衣と異なる常識)    | 12 kwietnia 2020  |
| 17 (3)  | Needs Ataerubeki mono (与えるべきもの)                                               | 19 kwietnia 2020  |
| 18 (4)  | Orphanage Reforms Kojīn no daikaikaku (孤児院の大改革)                               | 26 kwietnia 2020  |
| 19 (5)  | Cleanups and Star Festivals Daisōji to hoshimatsuri (大掃除と星祭り)                 | 3 maja 2020       |
| 20 (6)  | The Path Ahead of Lutz Ruttsu no iku michi (ルッツの行く道)                          | 10 maja 2020      |
| 21 (7)  | New Retainers Atarashī sobadzukae (新しい側仕え)                                     | 17 maja 2020      |
| 22 (8)  | Wilma and Holy Scriptures for Kids Viruma to kodomo-yō seiten (ヴィルマと子供用聖典) | 24 maja 2020      |
| 23 (9)  | Harvest Festivals and Staying Home Shūkaku-sai no orushuban (収穫祭のお留守番)       | 31 maja 2020      |
| 24 (10) | Knights Orders and Requests Kishi-dan kara no yōsei (騎士団からの要請)               | 7 czerwca 2020    |
| 25 (11) | Trombe and Battles Toronbe tōbatsu (トロンベ討伐)                                    | 14 czerwca 2020   |
| 26 (12) | Dreamlike World Yume no sekai (夢の世界)                                             | 21 czerwca 2020   |

### Seria trzecia
12 lipca 2020 roku, za pośrednictwem Niconico, ogłoszono powstawanie 3 serii anime.

### Ścieżka dźwiękowa
| Seria          | Tytuł                                             | Wykonawca        | Źródło        |
| Czołówka       | Czołówka                                          | Czołówka         | Czołówka      |
| -------------- | ------------------------------------------------- | ---------------- | ------------- |
| 1              | „Masshiro” (jap. 真っ白)                          | Sumire Morohoshi | [ 68 ]        |
| 2              | „Tsumujikaze” (jap. 旋風)                         | Sumire Morohoshi | [ 69 ] [ 70 ] |
| Napisy końcowe |                                                   |                  |               |
| 1              | „Kamikazari no tenshi” (jap. 髪飾りの天使)        | Megumi Nakajima  | [ 65 ]        |
| 2              | „Ephemera o atsumete” (jap. エフェメラをあつめて) | Minori Suzuki    | [ 71 ]        |

## Drama CD
Z serią związane są również 4 słuchowiska, opublikowane na płytach CD kolejno 9 września 2017, 9 czerwca 2018, 10 czerwca i 10 grudnia 2019 roku.

## Odbiór
Jeszcze przed emisją anime, w marcu 2019 roku, wydrukowanych było milion kopii light noveli.
W corocznym rankingu Kono Light Novel ga sugoi! seria znajdowała się w kategorii tomikowej na piątym miejscu w 2017 roku, oraz na pierwszym miejscu w latach 2018 oraz 2019. W 2020 roku znalazła się w tym rankingu na drugim miejscu.